# Sukaraja (Kedurang Ilir)
Sukaraja is een bestuurslaag in het regentschap Bengkulu Selatan van de provincie Bengkulu, Indonesië. Sukaraja telt 211 inwoners (volkstelling 2010).